# Jeffrey I. Gordon
Jeffrey I. Gordon (né c. 1947) est un biologiste et le "Dr Robert J. Glaser Distinguished University Professor" et directeur du Center for Genome Sciences and Systems Biology à l'Université Washington de Saint-Louis. Il est internationalement connu pour ses recherches sur le développement gastro-intestinal et sur la façon dont les communautés microbiennes intestinales affectent la fonction intestinale normale, façonnent divers aspects de la physiologie humaine, notamment notre état nutritionnel, et affectent la prédisposition aux maladies. Il est membre de l'Académie nationale des sciences, de l'Académie américaine des arts et des sciences, de l'Institut de médecine des académies nationales et de la Société américaine de philosophie.

## Formation et début de carrière
Gordon obtenant son baccalauréat en biologie en 1969 à l'Oberlin College dans l'Ohio. Au cours des quatre années suivantes, Gordon reçoit sa formation médicale à l'Université de Chicago et obtient son diplôme avec mention en 1973. Après deux ans en tant qu'interne et assistant résident junior en médecine à l'hôpital Barnes de St Louis, Gordon rejoint le laboratoire de biochimie de l'Institut national du cancer en tant qu'associé de recherche en 1975. Il retourne à l'hôpital Barnes en 1978 pour devenir résident assistant principal, puis médecin résident en chef au Washington University Medical Service. En 1981, il complète sa formation avec une bourse de recherche en médecine (gastroentérologie) à la faculté de médecine de l'Université de Washington. Au cours des années suivantes, Gordon gravit rapidement les échelons universitaires à l'Université de Washington : assistant professeur (1981–1984); professeur associé (1985–1987); professeur (1987–1991) de médecine et de chimie biologique. En 1991, il devient chef du département Biologie moléculaire et pharmacologie (1991–2004). Gordon est ensuite directeur du Center for Genome Sciences (depuis 2004) à l'Université de Washington.
Le début de carrière de Gordon se concentre sur le développement de lignées cellulaires dans le tractus gastro-intestinal. Son laboratoire combine d'abord l'utilisation de modèles de souris transgéniques et d'approches biochimiques pour élucider les mécanismes du développement de l'épithélium intestinal le long des axes duodénal-colique et crypte-villosités. Les premières études fournissent également des informations importantes sur les propriétés biochimiques de la manipulation et du transport des lipides dans le système digestif. Gordon et ses collègues combinent ensuite la microdissection par capture laser et la génomique fonctionnelle pour caractériser des populations cellulaires spécifiques dans le tractus gastro-intestinal, notamment les cellules souches multipotentes.
Gordon joue un rôle central dans l'étude de la N-myristoylation des protéines, une modification co-traductionnelle par laquelle un groupe myristoyle est lié de manière covalente à un résidu glycine N-terminal d'un polypeptide naissant. Gordon et ses collègues contribuent à caractériser le mécanisme par lequel la N-myristoyltransférase (l'enzyme qui catalyse la réaction de myristoylation) sélectionne ses substrats et son mécanisme catalytique.
Le groupe de Gordon publie une série d'études qui décrivent la capacité des composants du microbiote commensal à induire des réponses spécifiques dans l'épithélium intestinal de l'hôte. L'une de ces réponses, l'induction de résidus de fucose à la surface des cellules intestinales, est provoquée par un important symbiote intestinal humain, Bacteroides thetaiotaomicron, qui peut récolter et utiliser le fucose hôte comme source de carbone et d'énergie. Le groupe de Gordon publie une étude fondamentale dans laquelle la génomique fonctionnelle est utilisée pour documenter la réponse épithéliale intestinale à l'échelle du génome à la colonisation microbienne du tractus gastro-intestinal. Le laboratoire de Gordon étudie l'interaction des cellules épithéliales avec des agents pathogènes associés à l'homme, notamment Escherichia coli uropathogène, Helicobacter pylori et Listeria monocytogenes.

## Recherche actuelle
Gordon et son laboratoire se concentrent ensuite sur la compréhension des interactions mutualistes qui se produisent entre les humains et les 10 à 100 billions de microbes commensaux qui colonisent le tractus gastro-intestinal de chaque personne. Pour démêler les relations complexes qui existent au sein de ce microbiote intestinal, le programme de recherche de Gordon utilise des souris sans germes et gnotobiotiques comme hôtes modèles, qui peuvent être colonisées par des communautés microbiennes définies et simplifiées. Ces microbiotes intestinaux modèles se prêtent mieux à une expérimentation bien contrôlée.
Gordon est un pionnier international dans l'étude de l'écologie et de l'évolution microbiennes intestinales, utilisant des méthodes innovantes pour interpréter les données de séquençage métagénomique et génomique microbienne intestinale. Dans des études récentes, le laboratoire de Gordon établit que le microbiote intestinal joue un rôle dans le stockage des graisses de l'hôte et l'obésité. Gordon et ses collègues utilisent la technologie de pyroséquençage de l'ADN pour effectuer une métagénomique sur le contenu intestinal de souris obèses, démontrant que le microbiote intestinal des souris grasses possède une capacité accrue pour aider l'hôte à récolter l'énergie de l'alimentation. L'écologie microbienne de sujets humains obèses suivant deux régimes amaigrissants différents indique que les mêmes principes peuvent fonctionner chez l'homme. Son groupe appliquent le séquençage des génomes bactériens et archéens pour décrire les fondements génomiques et métabolomiques fonctionnels microbiens de l'adaptation microbienne à l'habitat gastro-intestinal,. Cette approche est étendue pour décrire le rôle du système immunitaire adaptatif dans le maintien de la relation hôte-microbien.
Gordon est l'auteur principal d'un livre blanc de 2005 de l'Institut national de recherche sur le génome humain intitulé "Extending Our View of Self: the Human Gut Microbiome Initiative (HGMI)". En 2007, le projet sur le microbiome humain est répertorié sur la feuille de route des NIH pour la recherche médicale comme l'une des nouvelles voies vers la découverte.
En 1992, devient Fellow de l'Association américaine pour l'avancement des sciences et en 2001, Fellow de la Société américaine de microbiologie et membre de l'Académie nationale des sciences. En 2004, il est membre de l'Académie américaine des arts et des sciences et en 2008 de l'Institut de médecine, Institut national des sciences
En 2013, il reçoit le Prix Selman A. Waksman en microbiologie et le Prix Robert Koch. En 2014, il reçoit le Prix Passano, le Prix Dickson, le Prix Howard Taylor Ricketts (de) et est élu membre de la Société américaine de philosophie. En 2015, il reçoit le Prix international Roi-Fayçal, le Prix de médecine de l'université Keiō, en 2017, le Prix Jacobaeus 2017 de Fondation Novo Nordisk, le Prix Massry et le Prix Louisa-Gross-Horwitz. En 2018, il obtient la Médaille Copley et en 2021 le Prix Balzan pour le microbiome dans la santé et la maladie.